# Até Eu Envelhecer ao Vivo
Até Eu Envelhecer ao Vivo é o terceiro álbum ao vivo da banda brasileira de rock Resgate, gravado no dia 10 de julho de 2006 no antigo Tom Brasil, atual HSBC Brasil em São Paulo, porém, o CD/DVD foi lançado somente em fevereiro de 2008. O disco foi o último lançado pela banda na gravadora Gospel Records, sendo que esta encerraria suas atividades. As canções do disco mesclaram-se entre sucessos antigos e músicas do álbum Até eu Envelhecer.

## Antecedentes
Em 2006, a banda lançou o álbum Até Eu Envelhecer, o primeiro com o tecladista Dudu Borges como integrante. A banda, então, planejou produzir um álbum ao vivo em sequência que fosse o registro em DVD da obra.

## Gravação
O álbum foi gravado no Tom Brasil, em São Paulo, em 2006. Foram selecionadas quase todas as canções do disco Até Eu Envelhecer (exceto "Eu vou chegar lá", "Teu Sinal" e "A Saída"), além de sucessos dos álbuns anteriores, incluindo "O Rio" e "O Meu Lugar", que estiveram presentes como bônus no projeto Ao Vivo (2004). A banda também regravou "Leve e Momentânea", originalmente produzida pelos músicos para o álbum Renascer Praise 10 (2003), da banda Renascer Praise.

## Lançamento e recepção
| Críticas profissionais | Críticas profissionais |
| Avaliações da crítica  | Avaliações da crítica  |
| Fonte                  | Avaliação              |
| ---------------------- | ---------------------- |
| Super Gospel           | (favorável)            |
| O Propagador           | [ 3 ]                  |

Até Eu Envelhecer ao Vivo foi lançado em 2008 pela gravadora Gospel Records em CD e DVD, e recebeu críticas favoráveis. Roberto Azevedo, para o Super Gospel, afirmou que "com certeza estamos diante de mais um trabalho de excelente nível, com letras inteligentes, profundas e marcantes". Retrospectivamente, a obra recebeu uma cotação de 3 de 5 estrelas do guia discográfico do O Propagador. Segundo o guia, a proximidade do lançamento com o álbum Ao Vivo fez com que não parecesse "ser um registro muito necessário".
No período, a Gospel Records estava em processo de falência, o que fez com que a obra fosse produzida praticamente de forma independente, com recursos próprios.

## Faixas
1. "Meus pés"
2. "Terceiro dia"
3. "O Rio"
4. "Passo a Passo"
5. "O Nome da Paz"
6. "Astronauta"
7. "O Meu Lugar"
8. "Rock da Vovó"
9. "5:50 AM"
10. "O Médico e o Monstro"
11. "Palavras"
12. "O Perdido e o Sentido"
13. "Te Encontrar"
14. "A Gente"
15. "Restauração"
16. "Apocalipse Now"
17. "Leve e Momentânea"

## Ficha técnica
Banda
- Zé Bruno - vocais, guitarras, violão
- Hamilton Gomes - guitarra e violão
- Marcelo Bassa - baixo
- Jorge Bruno - bateria
- Dudu Borges - produção musical, teclado e piano